# Klerikalisme

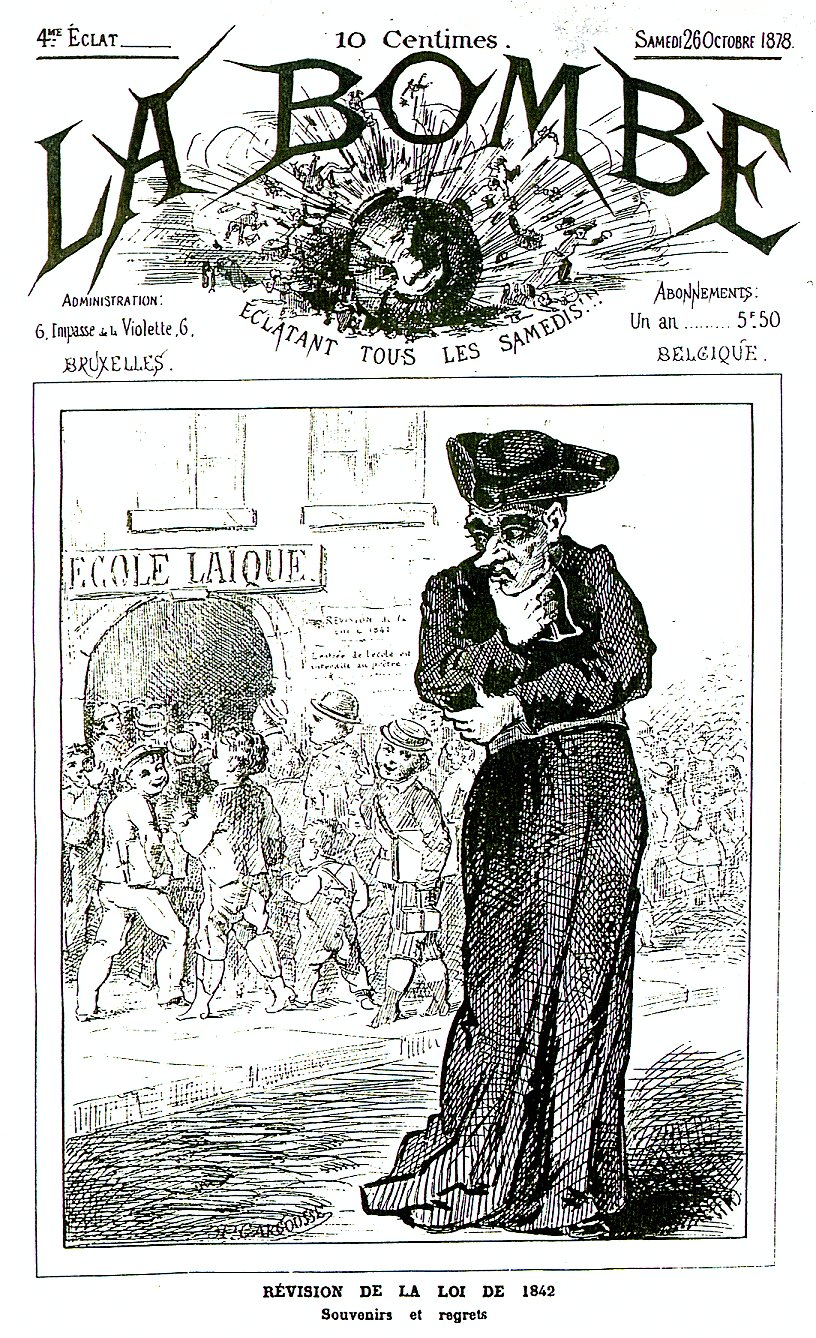
Spotprent omtrent de houding van de geestelijkheid ten aanzien van het openbaar onderwijs (école laïque)

Klerikalisme, ook gespeld als clericalisme, is de bemoeienis van de (rooms-katholieke) kerkelijke autoriteiten met zaken die het wereldse gezag aangaan.

## Verhouding tussen kerk en staat
Tijdens het ancien régime waren de kerkelijke en wereldlijke macht nauw met elkaar verweven.
Onder invloed van de denkbeelden der Verlichting werd eind 18e eeuw in de meeste West-Europese landen en de Verenigde Staten de scheiding van kerk en staat doorgevoerd. Deze scheiding kon of wilde men echter nooit volledig doorvoeren en bovendien trachtten de kerkelijke autoriteiten op diverse manieren hun invloed te herwinnen. Dit kon ertoe leiden dat de geestelijkheid aan de gelovigen de kerkelijke voorschriften min of meer dwingend oplegde. Zo konden bepaalde boeken worden verboden of kon opgelegd worden dat de gelovigen niet mochten trouwen met iemand van een ander geloof, slechts lid van katholieke organisaties konden zijn en op een politieke partij van katholieke signatuur moesten stemmen. Ook trachtte het kerkelijk gezag invloed op het onderwijs te verkrijgen. Dit kwam tot uiting in de schoolstrijd, zoals die plaatsvond in bijvoorbeeld Nederland en België. Door lobbywerk probeerden de kerkelijke autoriteiten bovendien de wetgeving van de staat in overeenstemming met de kerkelijke leer te brengen. In bepaalde landen, zoals Portugal en Spanje onder de desbetreffende dictaturen, en in mindere mate Ierland, vierde het klerikalisme hoogtij.
Tegenover deze ontwikkelingen, die in elk land weer op een eigen wijze plaatsvonden, ontstonden dan weer seculiere tegenbewegingen, zoals de secularisering in Frankrijk.
Overigens was ook het omgekeerde niet ongebruikelijk. In het Verenigd Koninkrijk der Nederlanden (1815-1830) was het de koning Willem I die zich nadrukkelijk met godsdienstige zaken, zowel van protestanten als katholieken, bemoeide. In de Anglicaanse Kerk is de Britse koning of koningin formeel het hoofd van het kerkgenootschap, enzovoort.

## Verhouding tussen kerk en gelovigen
Een andere betekenis van het woord klerikalisme is de eigenschap dat de geestelijken zich in hun eigen wereld – met hun eigen waarheden – terugtrekken, zonder zich er rekenschap van te geven wat zich in de werkelijke wereld afspeelt. In deze zin kunnen de woorden van de prefect van de Vaticaanse Congregatie voor de Clerus, Beniamino Stella worden opgevat: Klerikalisme is schadelijk voor zowel priesters als de gewone gelovigen.